# NGC 4814
NGC 4814 est une galaxie spirale située dans la constellation de la Grande Ourse. Sa vitesse par rapport au fond diffus cosmologique est de 2 642 ± 10 km/s, ce qui correspond à une distance de Hubble de 38,9 ± 2,7 Mpc (∼127 millions d'al). NGC 4814 a été découverte par l'astronome germano-britannique William Herschel en 1790.
La classe de luminosité de NGC 4814 est II et elle présente une large raie HI.
En raison d'une brillance de surface égale à 14,45 mag/am2, on peut qualifier NGC 4814 de galaxie à faible brillance de surface (LSB en anglais pour low surface brightness). Les galaxies LSB sont des galaxies diffuses (D) avec une brillance de surface inférieure de moins d'une magnitude à celle du ciel nocturne ambiant.
À ce jour, 13 mesures non basées sur le décalage vers le rouge (redshift) donnent une distance de 38,685 ± 6,441 Mpc (∼126 millions d'al), ce qui est à l'intérieur des valeurs de la distance de Hubble.
Selon Abraham Mahtessian, NGC 4814 et UGC 8040 (noté 1252+5902 pour CGCG 1252.5+5902 dans son article) forment une paire de galaxies. La distance de Hubble d'UGC 8040 est égale à 39,19 ± 2,75 Mpc (∼128 millions d'al) soit à peu près la même que celle de NGC 4814. Il est donc possible que ces deux galaxies forment une paire réelle.